# Schwabach

Schwabach este un oraș din regiunea administrativă Franconia Mijlocie, landul Bavaria, Germania. Schwabach are, administrativ, statut de district urban, este deci un oraș-district.

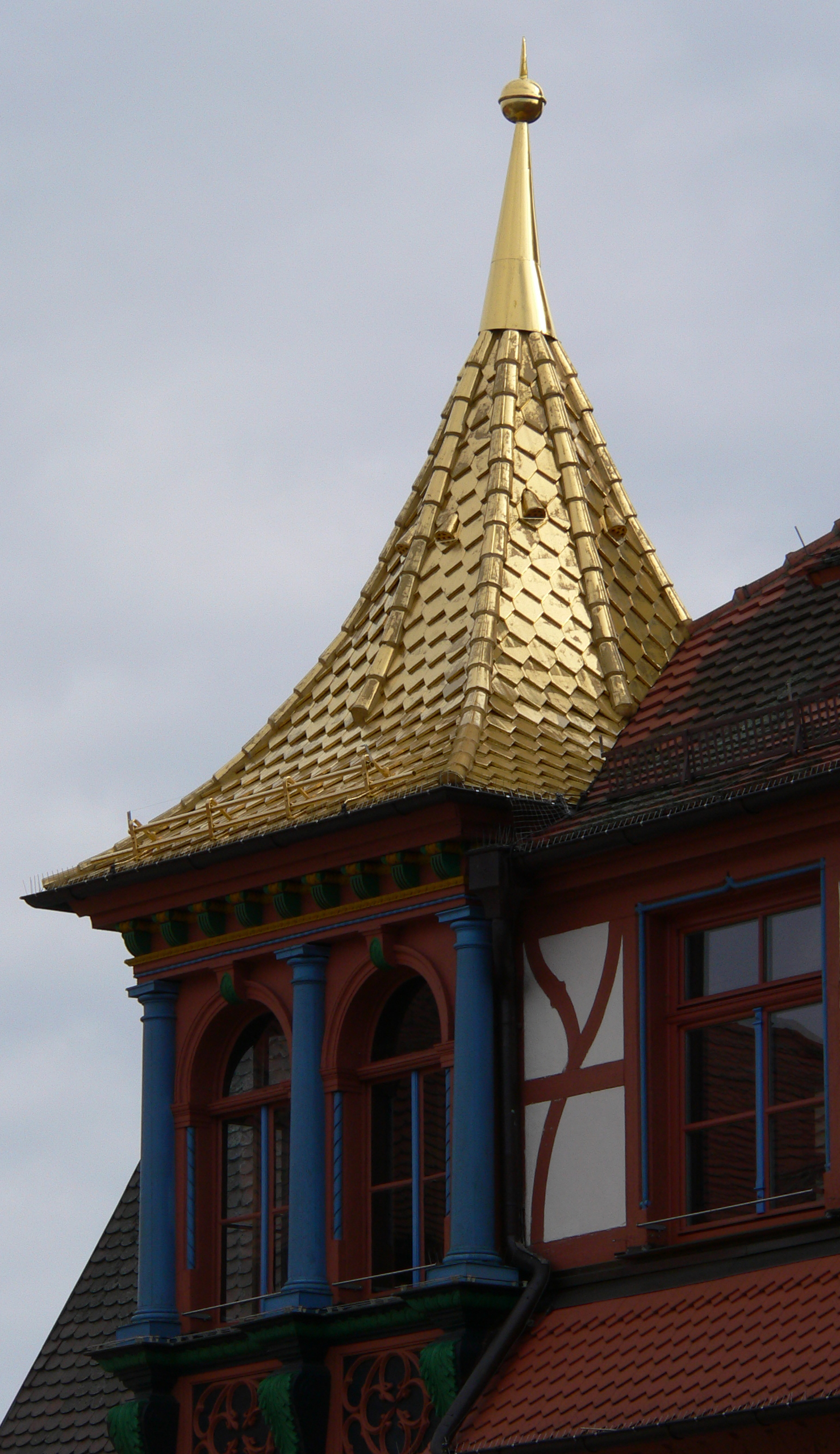
Schwabach
(acoperişul aurit al primăriei)